# دهه ۱۷۰ (میلادی)
دهه ۱۷۰ (میلادی) دهه هفدهم تقویم میلادی است.

## درگذشتگان
‎